# Provincia di Huelva
Huelva è una provincia della comunità autonoma dell'Andalusia, nella Spagna sud-occidentale.

## Geografia
Confina con il Portogallo (distretti di Faro e di Beja) a ovest, con l'Estremadura (provincia di Badajoz) a nord, con le province di Siviglia a est, di Cadice a sud-est e con l'oceano Atlantico a sud.
La superficie è di 10.128 km², la popolazione nel 2003 era di 476.707 abitanti.

## Località
Il capoluogo è Huelva, altri centri importanti sono Lepe e Isla Cristina. La provincia comprende anche Palos de la Frontera, da cui Cristoforo Colombo salpò nel suo primo viaggio del 1492.